# Pont du Siduhe
Le pont du Siduhe (chinois simplifié : 四渡河特大桥) est un pont suspendu long de 1 222 mètres traversant la vallée de la rivière Sidu près de Yesanguanzhen dans le Xian de Badong (Hubei) en République populaire de Chine. Le pont a été dessiné par le CCSHCC Second Highway Consultants Company, Ltd. et sa construction a coûté 720 millions de yuan, soit environ cent millions de dollars américains. Il a été ouvert à la circulation le 15 novembre 2009.
Il détient entre 2009 et 2016 le record du plus haut pont du monde, son tablier surplombant la vallée à 496 mètres de hauteur et dépasse ainsi le Royal Gorge Bridge (1929) aux États-Unis (291 mètres au-dessus de la rivière) et le viaduc de Millau (2004) en France (270 mètres au-dessus du Tarn). Il a été surpassé par le pont du Beidangjiang en 2016 qui présente un tablier surplombant la vallée du Beidang à 564 mètres de hauteur.